# Čakovice (Prag)
Praha-Čakovice ist ein Stadtteil am nördlichen Rand der tschechischen Hauptstadt Prag und gehört zum Verwaltungsbezirk Prag 18. Der Stadtteil besteht aus den drei Katastralgemeinden Čakovice, Miškovice und Třeboradice. Die drei Gemeinden wurden 1964 zusammengelegt und 1968 nach Prag eingemeindet. 1990 wurde Čakovice ein eigener Stadtteil, der zunächst dem Verwaltungsbezirk Prag 19 angehörte, am 1. November 2007 aber zu Prag 18 wechselte.
Der Bahnhof Praha-Čakovice liegt an der Strecke Prag–Turnov und wird von der S-Bahn bedient.

## Sehenswürdigkeiten
- Schloss Čakovice mit Parkanlage
- Kirche St. Remigius
- Kirche Mariä Himmelfahrt in Třeboradice
- ehemalige Zuckerraffinerie

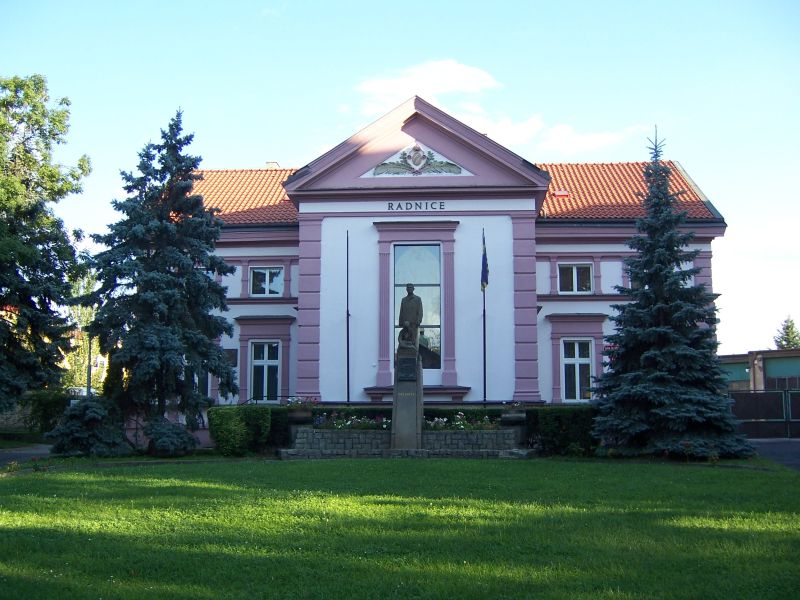
Rathaus von Praha-Čakovice
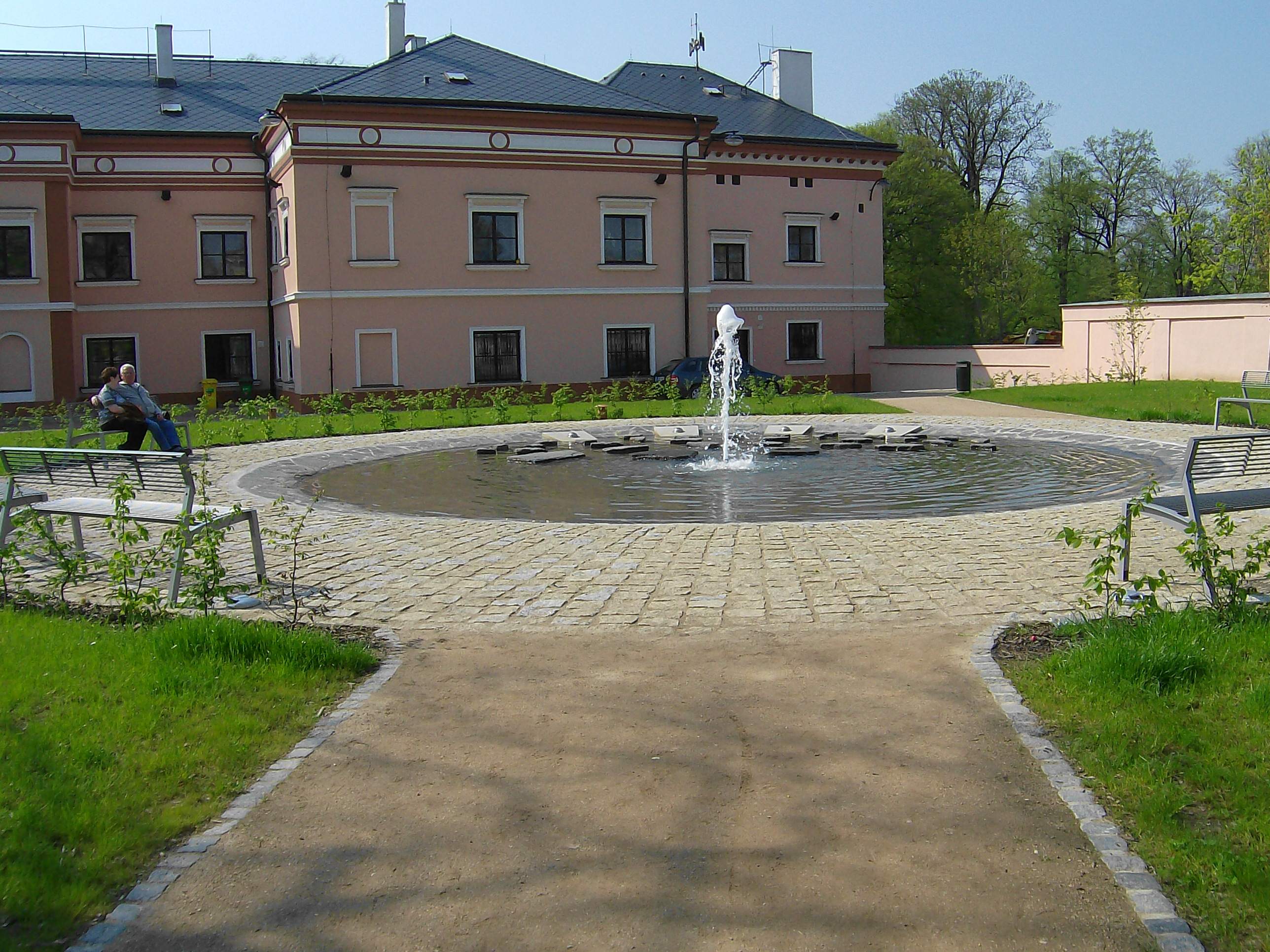
Schloss Čakovice
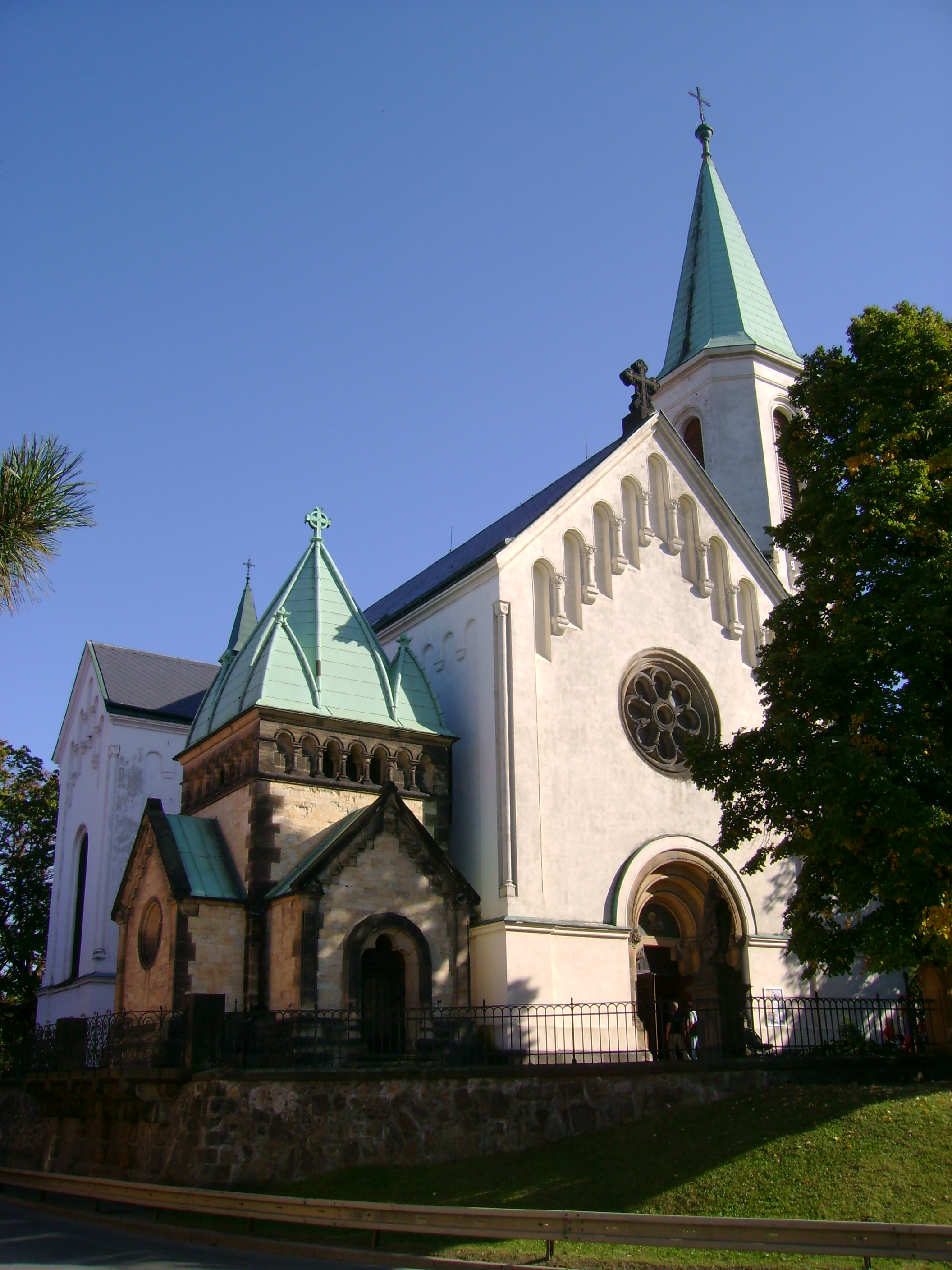
Remigiuskirche
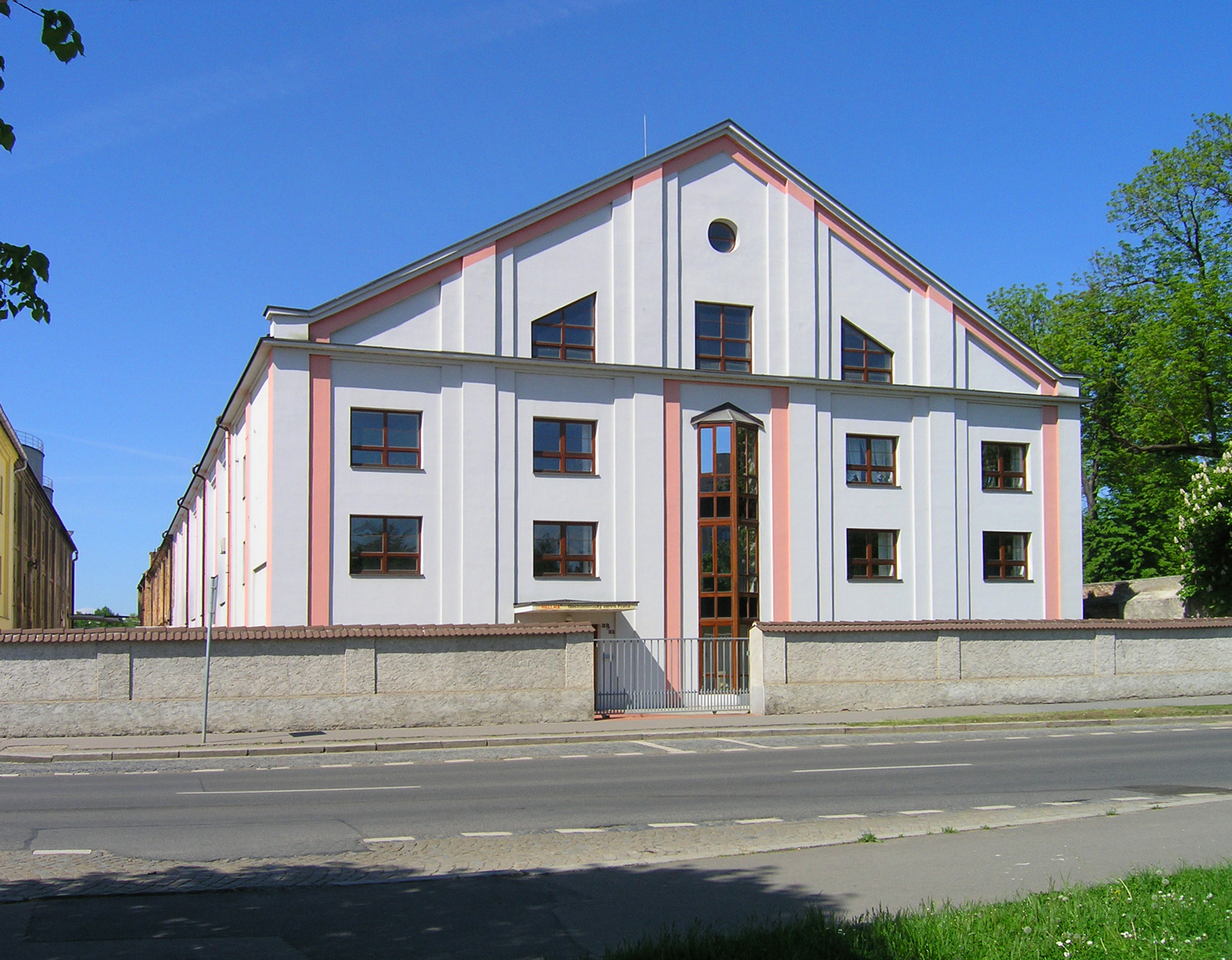
Ehemalige Zuckerfabrik
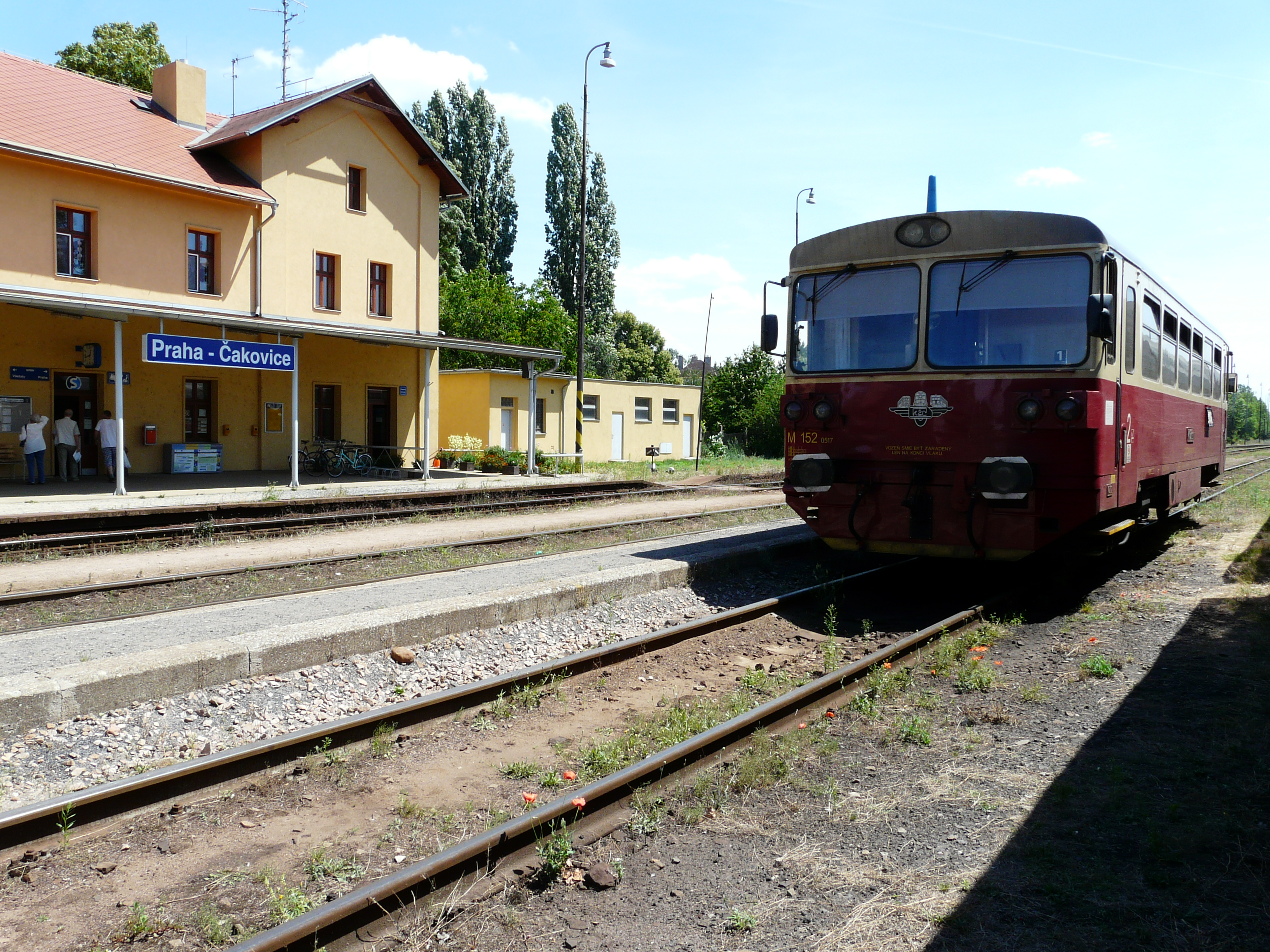
Bahnhof Praha-Čakovice